# Birger Bohlin
Anders Birger Bohlin, född 26 mars 1898 i Lidköping, död 28 november 1990 i Uppsala, var en svensk paleontolog. 
Förutom hans forskning kring dinosaurier och förhistoriska däggdjur, var Bohlin en av de forskare som kartlade Pekingmänniskan (Sinanthropus pekinensis). På 1950-talet ändrades den vetenskapliga klassificeringen av Pekingmänniskan då den beslutades vara en Homo erectus.
Bohlin blev filosofie magister vid Uppsala universitet 1922, filosofie licentiat där 1926, filosofie doktor där 1935 och var docent i paleontologi vid samma lärosäte 1934–1944 samt från 1952. Han var lektor vid Högre allmänna läroverket i Halmstad 1944–1952. Han invaldes 1954 som ledamot av Kungliga Vetenskaps-Societeten i Uppsala och tilldelades professors namn 1960.
Bohlin deltog 1927-28 vid utgrävningar i Zhoukoudian i Kina som initierats av Johan Gunnar Anderssons forskargrupp från Uppsala universitet. Dessa ledde till Otto Zdanskys upptäckt av Pekingmänniskan. Bohlin var också medlem av Sven Hedins expedition till Centralasien 1927–1933.